# Klukkufoss

De Klukkufoss (klokwaterval) is een waterval op IJsland. Vanaf de Snæfellsjökull stroomt de Móðulækur in noordwestelijke richting naar beneden. Op de helling van de Snæfell ligt de prominente uitsteeksel van basalt Klukka, omgeven door meerdere fraaie hexagonale kolommen. In het midden daarvan bevindt zich een kloof waar de Móðulækur zich als de Klukkufoss doorheen perst. Het water is erg troebel omdat het door de gletsjer afgeslepen sediment met zich mee voert. Niet al te ver van deze waterval ligt de Snekkjufoss.
Een eindje stroomafwaarts stroomt de Móðulækur door de Gufuskálamóður, een vlak, droog en poreus gebied, om uiteindelijk in de Breiðafjörður uit te komen. Als er niet al te veel water in het riviertje aanwezig is, zakt al het water in de grond van de Gufuskálamóður weg en zal niets ervan in de fjord stromen.